# Caractère (typographie)
Pour les articles homonymes, voir Caractère.

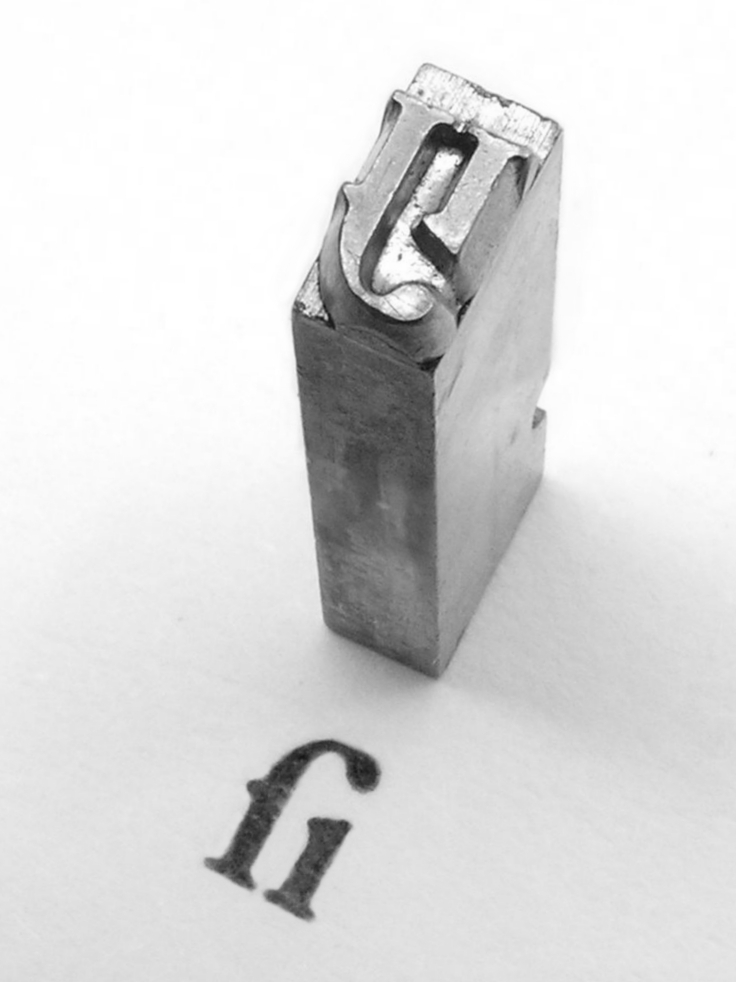
Caractère mobile en plomb typographique de la ligature du s (s long) et du i dans la fonte de caractères Garamond 12 points.

Caractère Didot.

En typographie, un caractère, ou type (mobile, typographique ou d'imprimerie), est une petite pièce, généralement en plomb typographique, destinée à recevoir de l'encre grasse avant d'être pressée sur un support, généralement en papier, pour y laisser son empreinte. Les très gros caractères mobiles peuvent être faits de bois.
La partie supérieure de cette pièce (l'œil) est en relief, formant ainsi le glyphe d'un caractère d'un système d'écriture. L'ensemble des caractères mobiles de même corps, graisse et style qui composent un caractère (au sens de famille) complet est une fonte de caractères. Le document écrit qui fait l'inventaire d'une fonte de caractères (liste des caractères et de leurs quantités respectives) dont a besoin un imprimeur est la police de caractères.

## Caractères mobiles

### Histoire des caractères mobiles

#### Caractères mobiles en terre cuite

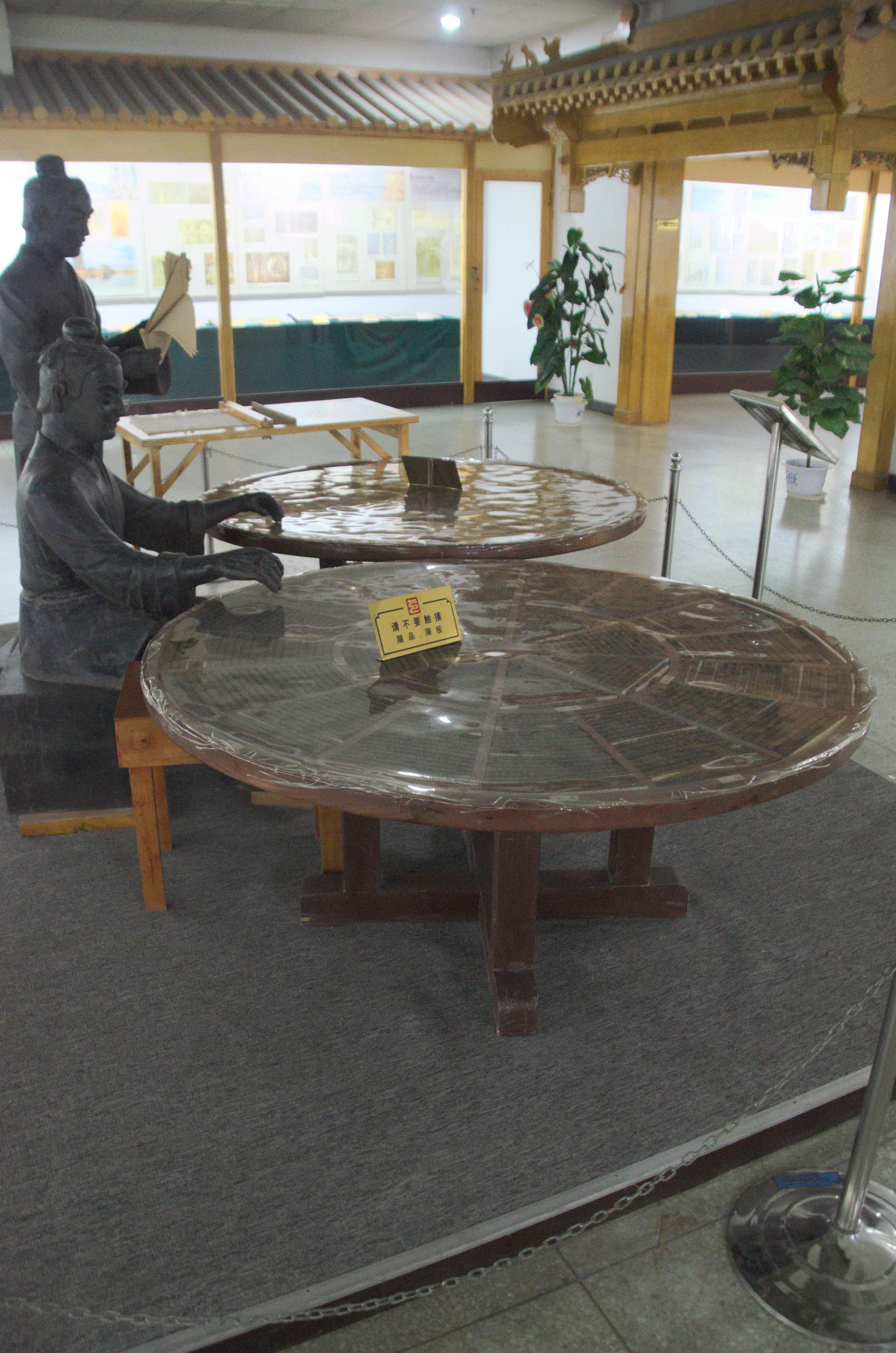
Reconstitution des casses de Bi Sheng

La typographie avec ses caractères mobiles débute au XIe siècle en Chine de la dynastie Song du Nord (960-1127), avec l'invention de Bi Sheng qui employa, entre 1041 et 1049, des caractères mobiles en terre cuite, moulés dans des moules en fer, deux siècles après les premières traces d'imprimerie, au nord-ouest de la Chine, dans l'actuelle province du Gansu, avec le Sūtra du Diamant (868, dynastie Tang), retrouvé à Dunhuang, dans les grottes de Mogao.

#### Caractères mobiles en bois

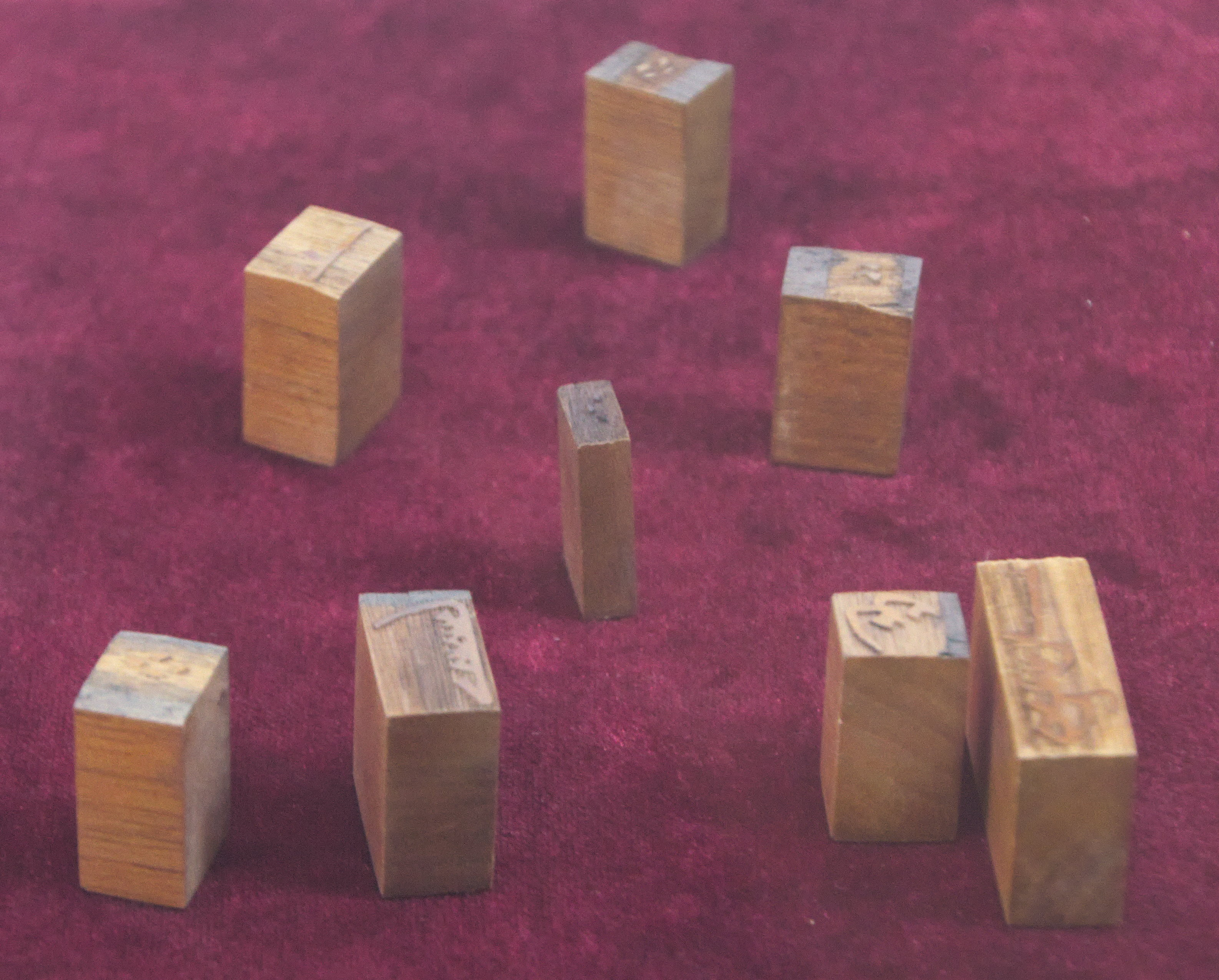
Caractères mobiles en bois en alphabet ouïghour, datant du XIIe siècle au XIIIe siècle, conservés au Musée de l'imprimerie de Chine.

Le « Traité sur l'agriculture » de Wang Zhen, imprimé en caractère de bronze en 1313, décrit le développement et la perfection des caractères mobiles en bois, ainsi que les casses utilisées pour leur stockage et leur manipulation.
On a retrouvé dans les grottes de Mogao, province du Gansu, en Chine, des caractères mobiles en bois utilisant l'alphabet ouïghour, datés du XIIe siècle au XIIIe siècle. Ce sont les plus anciens exemplaires de caractères mobiles existant encore. Cette écriture n'est plus utilisée par les Ouïghours qui utilisent maintenant l'écriture arabe, mais des variantes le sont par les Mongols (mongol bichig, todo bitchig) et quelques Toungouses (Mandchous (alphabet mandchou) et Xibe), au nord de la Chine. En raison des spécificités de liaison des caractères dans les mots de ces écritures, chaque caractère mobile représente un mot plutôt qu'une lettre séparée.

#### Caractères mobiles en métal

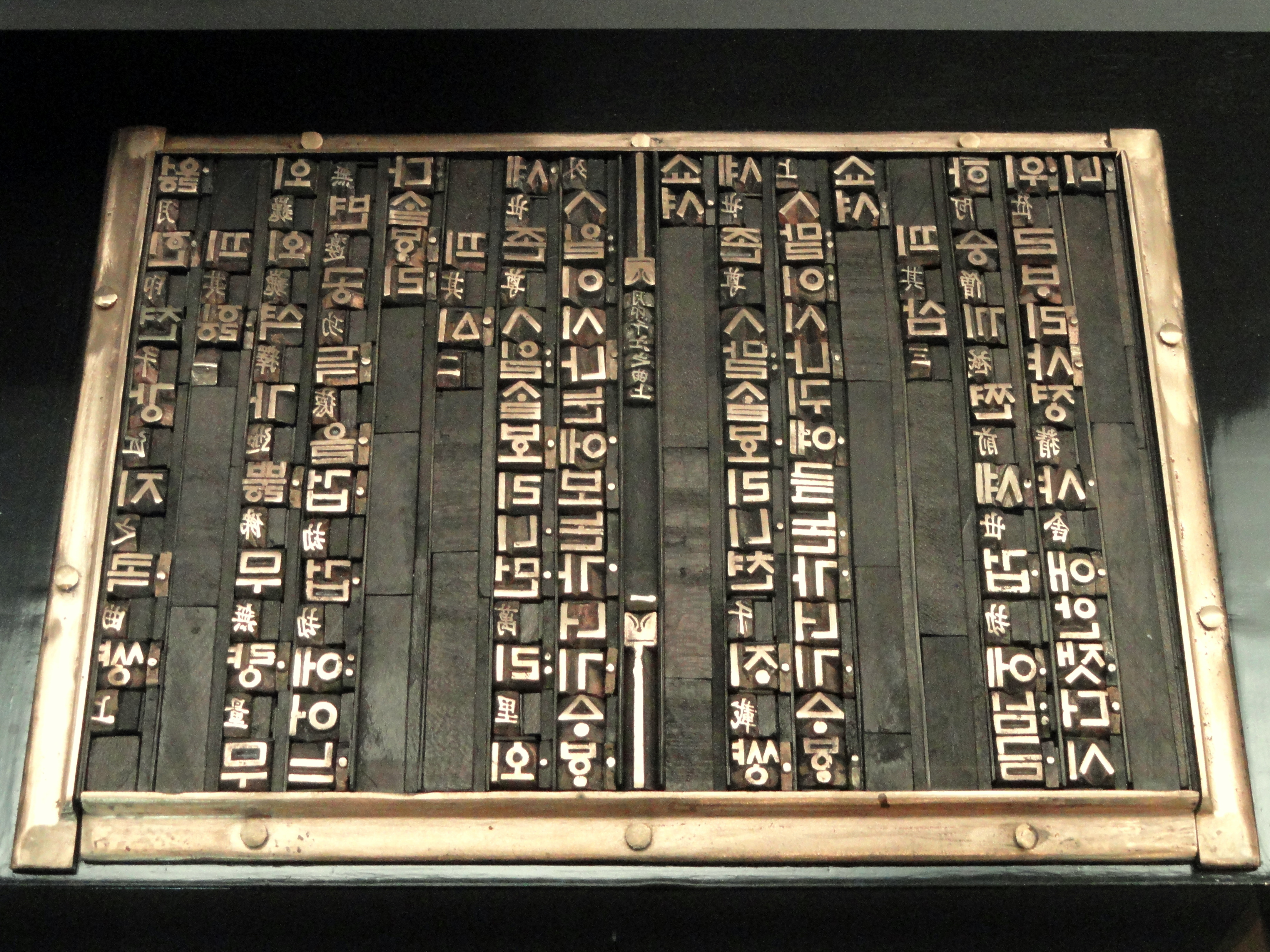
Caractères mobiles en métal coréens su Jikji.

Les caractères mobiles en métal ont vu le jour en Corée sans doute vers 1234, inventés par Choe Yun-ui. Le plus ancien exemplaire encore existant de livre imprimé à partir de caractères métalliques date de 1377. Il s'agit du Jikji Simkyong, conservé à la Bibliothèque nationale de France.
Deux siècles après les Coréens, l'imprimerie à caractères mobiles arrive en Europe. Johannes Gutenberg crée, vers 1450, un ensemble de techniques conjointes : les caractères mobiles en plomb typographique (un alliage composé d'environ 70 % de plomb, 25 % d'antimoine et 5 % d'étain) et leur technique de fabrication (un moule à fondre les caractères), et ses deux grandes inventions que sont la presse typographique (alors une presse à vis sans fin) et l'encre grasse, à base d'huile de lin et non plus d'eau.
Cette technique est rapidement adaptée à l’écriture grecque avec l'édition de Lactance réalisée en octobre 1465, à l'abbaye de Subiaco près de Rome, par Arnold Pannartz et Konrad Sweynheim.
Ces techniques continueront à évoluer dans l'industrie. La presse à vis sans fin est d'abord remplacée par des presses typographiques à bras mécanique, puis des presses à cylindres avec la presse de Friedrich Koenig au début du XIXe siècle permettant de faire défiler les feuilles. Les procédés Linotype et Monotype augmentent à la fin de ce siècle, la vitesse de composition.
L’avènement de la photocomposition dans les années 1970 marque la fin des caractères mobiles dans l'industrie. Certaines presses, généralement à vocation artisanale ou artistique, continuent cependant d'utiliser des caractères métalliques.

### Composition typographique

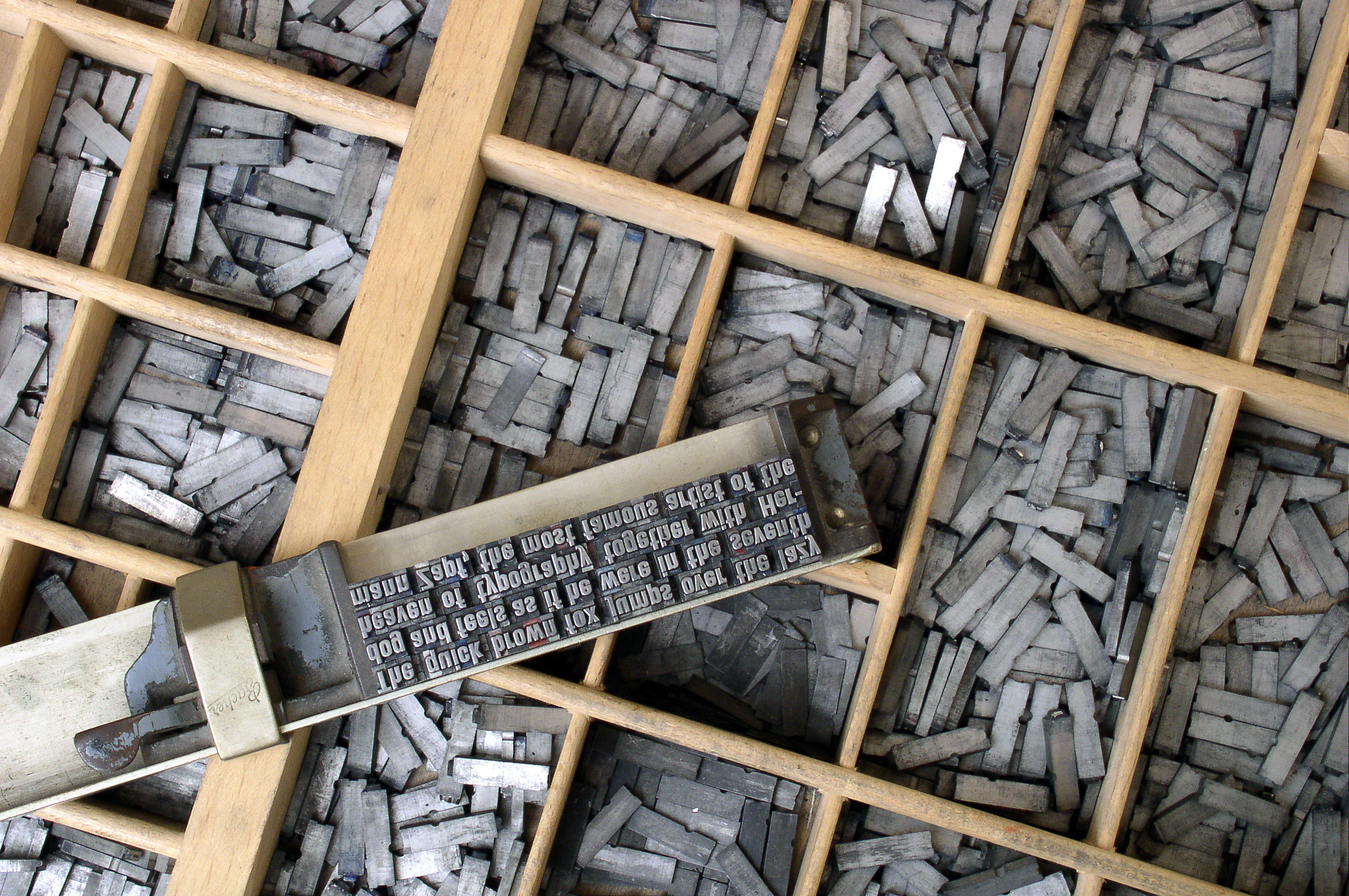
Caractères mobiles en plomb typographique dans une casse et composteur posé dessus.

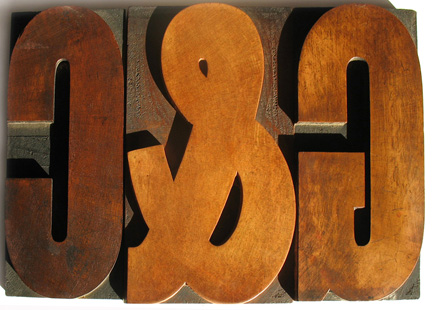
Grands caractères en bois de 21 cm de haut pour imprimer les affiches.

Les différents caractères mobiles étaient rangés dans un grand tiroir en bois, la casse. Celle-ci était compartimentée en cassetins de dimensions variables. Le quart supérieur gauche de la casse recevait les lettres grandes capitales (A, B, C, etc.). Le quart supérieur droit recevait les caractères les moins utilisées, comme les lettres accentuées (à, ê, ï, etc.), les lettres doubles (Æ, Œ), les ligatures (ff, fl, etc.), d'autres lettres (Ç, W, etc.) et, éventuellement, les lettres petites capitales (ᴀ, ʙ, ᴄ, etc.). La moitié inférieure de la casse recevait les lettres bas-de-casse (a, b, c, etc.), les chiffres, les espaces, les cadratins, les cadrats, les signes de ponctuation (?, !, —, «, », [, ], etc.) et le trait d'union.

Le typographe composait ses textes ligne par ligne en disposant les caractères mobiles de gauche à droite, mais tête en bas, dans un composteur permettant de respecter la justification (la largeur définie pour la ligne de texte). Pour atteindre cette justification, il devait répartir judicieusement les espaces (fines lamelles de plomb typographique) entre les mots. Ces espaces ont conservé jusqu'à aujourd'hui le genre féminin en typographie (on dit « une » espace). Quand une, deux ou trois lignes, en fonction du corps du caractère, avaient été composées dans le composteur, elles étaient déposées dans la galée, une simple planche ou plaque de métal, munie d'un léger rebord sur deux ou trois côtés.
Une fois la galée remplie de toutes les lignes de la page à composer, l'ensemble de ces dernières, appelé alors un « paquet », était entouré de trois tours de ficelle, et transporté sur le marbre afin d'y recevoir, par le metteur en page, leurs derniers éléments (foliotage [numérotation], notes ou illustrations éventuelles) et d'être serrés dans un châssis. Ce châssis recevait en fait plusieurs pages en fonction de l'imposition prévue, chaque page étant séparée des autres par une « garniture », faite de morceaux de bois ou de plomb.
On appelait « fonte de caractères » l'ensemble des caractères de même corps, graisse et style, livré en une seule fois par le fondeur à l'imprimeur (ex. : Garamond romain médium 12 points). Chaque fonte de caractères différente était rangée dans une casse différente. On appelait « police de caractères » le document écrit que rédigeait le fondeur pour l'imprimeur, faisant l'inventaire d'une fonte de caractères (liste des caractères et de leurs quantités respectives) dont il avait besoin pour la vente. Par extension, la police de caractères désignait l'assortiment lui-même, la fonte de caractères.
Les derniers fondeurs à avoir exercé en France sont Deberny et Peignot, FTF (Fonderie typographique de France) à Paris, et la fonderie Olive, à Marseille, sous la direction artistique du célèbre créateur de caractères, Roger Excoffon.

### Anatomie d'un caractère mobile

Schéma du caractère mobile en plomb typographique de la lettre F grande capitale.

- 1 : contreforme ou contrepoinçon : espace intérieur « vide » de certains signes ;
- 2 : œil : partie saillante du caractère mobile qui reçoit l’encre et laisse son empreinte sur le support à imprimer ;
- 3 : approche : distance entre l’œil et les bords latéraux du caractère mobile ; c’est donc le blanc latéral fixe qui est ménagé de part et d’autre de l'œil, afin que ce dernier ne touche pas celui de ses voisins latéraux ;
- 4 : talus, première définition : flanc de l'œil ; il est oblique, plus épais à la base, pour donner aux parties fines le maximum de solidité. Seconde définition : distance entre l’œil et les bords du caractère mobile ; c’est donc le blanc fixe qui est ménagé de part et d’autre de l'œil, afin que ce dernier ne touche pas celui de ses voisins) ;
- 5 : épaule : partie supérieure du moule sur laquelle repose l'œil ;
- 6 : moule ;
- 7 : cran : permet au typographe, par simple toucher, de placer le caractère mobile dans le bon sens dans son composteur, c'est-à-dire tête en bas ; dans certains pays, le cran est du côté du pied de l'œil (cf. l'illustration), donc cran dessus dans le composteur ; en France, le cran est du côté de la tête de l'œil, donc cran dessous dans le composteur ;
- 8 : gouttière ;
- a : hauteur d’œil ;
- b : hauteur de moule ;
- a + b : hauteur en papier, ou hauteur typographique : hauteur anglaise : 23,31 mm ; hauteur française : 23,56 mm ; hauteur belge : 23,68 mm ; hauteur hollandaise : 24,85 mm[1] ;
- c : chasse ;
- d : corps.

## Caractères numériques
Aujourd'hui, avec la disparition de la typographie au plomb puis l'arrivée de la publication assistée par ordinateur (PAO) et de ses fournisseurs anglo-saxons, le vocabulaire a changé. En la traduisant de l'anglais, la PAO a introduit la notion de glyphe, c'est-à-dire du dessin numérique des caractères. Les fichiers numériques de caractères que l'on installe sur l'ordinateur s'apparentent à une liste (police de caractères) de codes renvoyant à des glyphes (fonte de caractères). Ces fichiers sont donc à la fois des polices de caractères et des fontes de caractères. L'usage a aujourd'hui retenu « polices de caractères » pour nommer ces fichiers numériques.
Du temps du plomb, un même caractère comportait un romain (lettre droite), un italique (lettre penchée), d'un large, d'un étroit et d'un gras droit ou italique, chacun rangé dans une casse différente. La PAO, et avant elle la photocomposition, ont permis la multiplication des styles et des graisses pour un même caractère (au sens de famille).

## Anatomie d'un glyphe
Les typographes utilisent un vocabulaire varié et précis pour désigner les différentes parties des glyphes et leur dimension.

## Vocabulaire

### Parties de la lettre
- Barre
- Boucle
- Contreforme (ou contrepoinçon)
- Cran
- Diagonale (cf. fût)
- Empattement
- Épaule
- Éperon
- Ergot
- Fût
- Goutte
- Gouttière
- Hampe
- Jambage
- Panse
- Poinçon
- Queue
- Sécante (cf. ergot)
- Terminaison en crochet
- Traverse

### Forme de la lettre
- Axe
- Chasse
- Corps
- Délié
- Graisse
- Hauteur d'x
- Oblique
- Œil
- Plein

### Position de la lettre
- Approche
- Ligne de pied
- Talus